# Fayodia
Genre
Fayodia est un genre de champignons basidiomycètes de la famille des Tricholomatacées. 
Le genre a été créé par Robert Kühner en 1930 en hommage au mycologue suisse Victor Fayod.
Il s'agit de petits champignons proches des omphalines.
Après les derniers reclassements[réf. nécessaire], le genre ne comprend plus que 4 espèces :
- Fayodia anthracobia
- Fayodia bisphaerigera
- Fayodia gracilipes
- Fayodia granulospora

## Sources et références externes
- (en) Index Fungorum : Fayodia  (+ liste espèces) (+ MycoBank)
- (en) Catalogue of Life : Fayodia (consulté le 11 décembre 2020)